# Bacteria maroniensis
Bacteria maroniensis är en insektsart som beskrevs av Lucien Chopard 1911. Bacteria maroniensis ingår i släktet Bacteria och familjen Diapheromeridae. Inga underarter finns listade.